# کلین رود
کلین رود، روستایی از توابع بخش چندار شهرستان ساوجبلاغ در استان البرز ایران است.

## جمعیت
این روستا در دهستان چندار قرار دارد و براساس سرشماری مرکز آمار ایران در سال ۱۳۸۵، جمعیت آن ۱۴۷ نفر (۷۱خانوار) بوده‌است.